# Брахиопластика
Брахиопластика (или дерматолипэктомия верхних конечностей) — подтяжка (лифтинг) кожи рук хирургическим методом иссечения излишков провисшей кожи и жира в верхней части рук. Для коррекции кожи рук пластические хирурги предлагают совмещать брахиопластику с методом лазерной шлифовки и липосакции.

## Показания
Чаще всего эту процедуру назначают пациентам после значительной потери веса. К другим группам относятся пациенты после беременности и страдающие возрастной слабостью плечевых мышц. Избыток и провисание складок кожи могут привести к функциональным сложностям, таким как опрелость, инфекции, а также к гигиеническим и психосоциальным проблемам.

## Методика брахиопластики
Хирург делает длинный надрез по внутренней стороне плеча от подмышечной впадины до локтя, а затем удаляет максимально возможное количество кожи и жира. Операция длится около двух часов и проводится под общим наркозом.
Лазерная шлифовка — бескровный и практически безболезненный способ коррекции контура рук. Применяется при незначительном провисании кожи на внутренней поверхности предплечья и плеча. Лазерный луч убирает пигментные пятна, морщины, рубцы.
Преимущества лазерной шлифовки:
- малотравматичность
- позволяет точно выбирать силу и место воздействия
- не требует госпитализации
- короткий восстановительные период (4-5 дней)

## Результат брахиопластики
Зона предплечья после брахиопластики выглядит более подтянутой. Однако минусом брахиопластики является длинный тонкий шрам, тянущийся от подмышки до локтя. Самым частым осложнением брахиопластики является грубое рубцевание раны после операции.

## Восстановительный период
Гематомы, серомы, опухоли и синяки сходят через 2 недели после операции, в это же время снимают швы. В течение месяца после операции необходимо носить специальное компрессионное белье. Через 1,5 — 2 месяца можно заниматься спортом, посещать баню и сауну, загорать.

## Противопоказания
Абсолютные противопоказания:
- лимфостаз и высокий риск его развития
- периферическая артериальная ишемия и венозная недостаточность
- подмышечная диссекция и лучевая терапия в анамнезе.

Относительные противопоказания:
- высокий ИМТ (более 30)
- нестабильный вес
- курение
- сахарный диабет
- дисморфофобия и плохо контролируемые психические расстройства[2]